# Tonton sapalo
Tonton sapalo – gatunek pająka z infrarzędu ptaszników i rodziny Microstigmatidae.

## Taksonomia

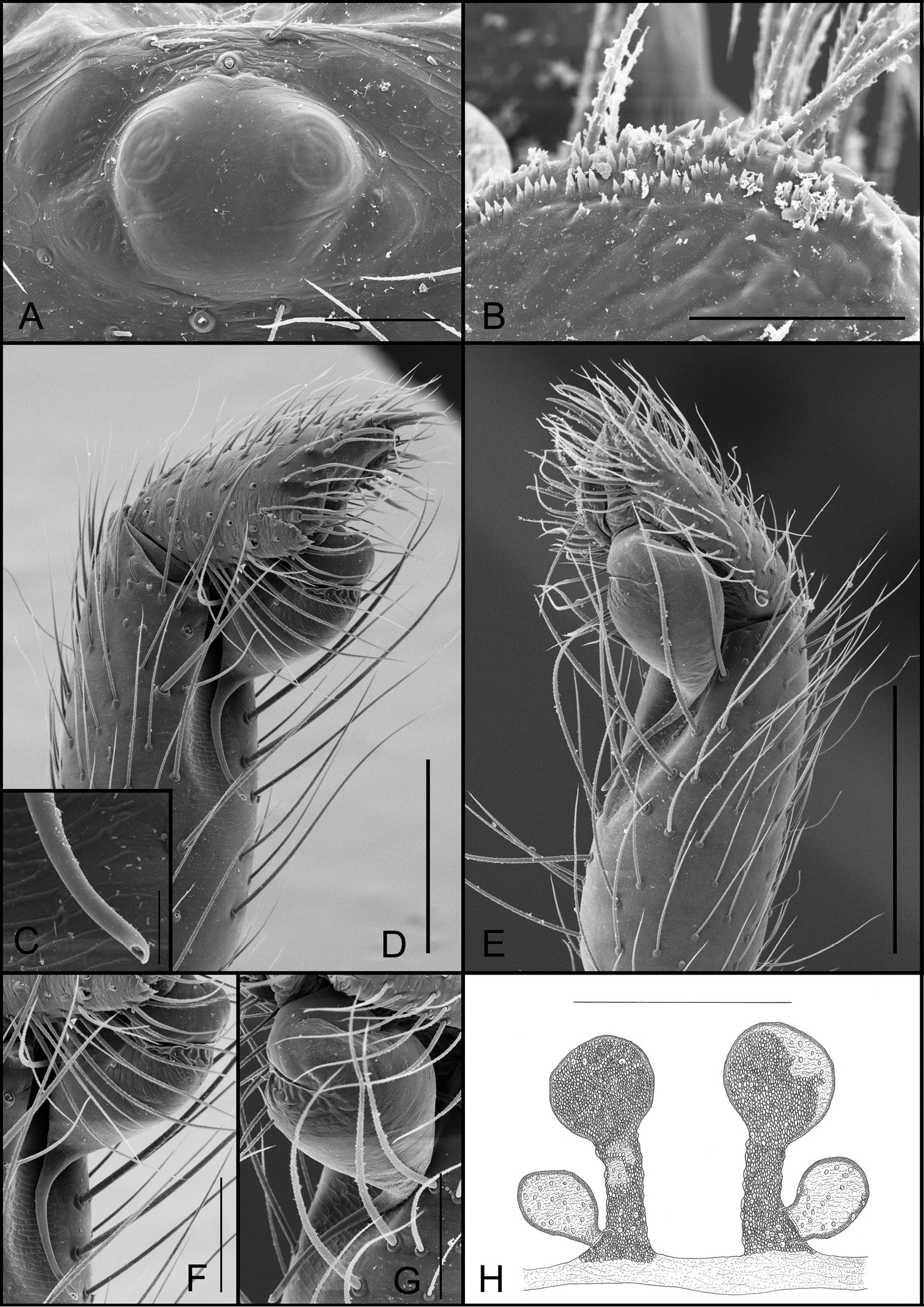
A: oczy, B: serrula, C: wierzchołek embolusa, D: nogogłaszczek samca w widoku przednio-bocznym, E: nogogłaszczek samca w widoku tylno-bocznym, F i G: bulbus, H: spermateki

Gatunek ten opisany został po raz pierwszy w 2019 roku przez Victora Passanhę, Igora Cizauskasa i Antônia D. Brescovita na łamach „ZooKeys”. Jako lokalizację typową wskazano Reserva Particular do Patrimônio Natural Mata Samuel de Paula w gminie Nova Lima w brazylijskim stanie Minas Gerais.

## Morfologia
Holotypowy samiec ma ciało długości 2,32 mm przy karapaksie długości 1,14 mm i  szerokości 0,88 mm, zaś paratypowa samica ma ciało długości 3,04 mm przy karapaksie długości 1,46 mm i szerokości 1,1 mm. Prosoma jest żółtawa, zaopatrzona w sześcioro oczu, przy czym te par bocznych są szczątkowe. Serrulę szczęk tworzą trzy lub cztery szeregi ząbków. Odnóża są żółtawe. Kolejność ich par od najdłuższej do najkrótszej to IV, I, III, II u samca i IV, I, II, III u samicy. Barwa opistosomy (odwłoka) jest żółtawa. Nogogłaszczki samca cechuje dwukrotnie krótsze od goleni, tak długie jak szerokie i zaopatrzone w krótki płat przednio-boczny oraz pięć kolców wierzchołkowych cymbium, gruszkowaty bulbus, a także równy wielkością tegulum, u podstawy silnie zakrzywiony, a na szczycie lekko spłaszczony i palcowaty embolus. Genitalia samicy zawierają dwie spermateki, każda zbudowana z dwóch kuliście zakończonych płatów, z których wewnętrzny jest wąski, a zewnętrzny dłuższy niż u T. emboaba.

## Ekologia i występowanie
Pająk ten zasiedla ściółkę.
Gatunek neotropikalny, południowoamerykański, endemiczny dla stanu Minas Gerais w Brazylii. Znany tylko z miejsca typowego.